# Aeroportul Jorhat
Aeroportul Jorhat (IATA: JRH, ICAO: VEJT) este un aeroport din Jorhat⁠(d), Jorhat district⁠(d), Upper Assam division⁠(d), Assam, India ce deservește zona Jorhat⁠(d). Aeroportul a fost tranzitat în decembrie 2022 de 11.916 pasageri.
Situat la o altitudine de 95 m, aeroportul dispune de o singură pistă. Este operat de Indian Air Force⁠(d).